# Dziś i Jutro
Dziś i Jutro – katolicki tygodnik społeczny – czasopismo wydawane w Polsce od 25 listopada 1945 przez grupę katolików popierających działania władzy komunistycznej.

## Charakterystyka
Inicjatorem pomysłu był Bolesław Piasecki, który uzyskał akceptację Władysława Gomułki na uruchomienie pisma i utworzenie wokół niego środowiska ludzi pragnących współtworzyć nową polską rzeczywistość. 17 sierpnia 1945 Piasecki otrzymał oficjalną zgodę komunistycznych władz na wydawanie tygodnika „Dziś i Jutro”. Dotacje na rzecz gazety przekazali: Jerzy Hagmajer (3000 dolarów), Bolesław Piasecki (1000 dolarów) i prymas August Hlond (500 dolarów). Wiedząc, że zgromadzone środki finansowe wystarczą na kilka zaledwie miesięcy, B. Piasecki przystąpił do budowy zaplecza gospodarczego. Na bazie firm „Inco” i „Veritas” utworzył wielobranżowe przedsiębiorstwo ZZG. W ZZG znalazło zatrudnienie wielu byłych oficerów i żołnierzy Armii Krajowej.
„Dziś i Jutro” popierało większość zmian ustrojowych, jakie zamierzała wprowadzić PPR i jej sojusznicy. Na łamach pisma krytykowano szczególnie Stanisława Mikołajczyka i Karola Popiela.
Ze środowiska skupionego wokół tego czasopisma wywodzi się większość późniejszych działaczy Stowarzyszenia „Pax”. Czołowymi publicystami byli: Jan Dobraczyński, Dominik Horodyński, Konstanty Łubieński, Hanna Malewska, Wojciech Żukrowski.
W 1995 roku tygodnik „Dziś i Jutro” założył ponownie w Krakowie Henryk Cyganik. Odnowiony tygodnik nie odwoływał się bezpośrednio do założeń pierwowzoru ze wzglądu na funkcjonowanie w innej przestrzeni społeczno-politycznej. Publikowali w nim m.in.: Marek Głogoczowski, Olgierd Jędrzejczyk, Bruno Miecugow, Grzegorz Miecugow, Zbigniew Rabsztyn (eseje, grafiki i ilustracje).